# Монтеору
Культура Монтеору — археологическая культура бронзового века. Название происходит от древней стоянки в местности Сэрата-Монтеору в округе Бузэу в Румынии. Археологические раскопки, проводившиеся в 1955—1956 гг. под руководством Иона Нестора и Эуджение Захария, привели к открытию некрополя VI — VII веков, на котором обнаружено свыше тысячи погребений путём кремации. Развивается на базе локального варианта культуры Фолтешты, сменяется центральноевропейским гальштатом.

## Хронология и область распространения
Культура Монтеору развивалась на территории северной Валахии, в долинах рек Бузэу и Дымбовица в период бронзового века от горизонта A1 до горизонта D согласно хронологии П. Райнеке, то есть примерно 2100—1200 до н. э. В развитии культуры различаются три стадии. На первой культура существовала одновременно с культурой Глина III-Шнекенберг. На второй стадии, когда она существует одновременно с культурами Тей и Витенберг, культура Монтеору начинает распространяться из своих исконных мест — бассейна рек Бузэу и Дымбовица — на север в Молдавию и восточную Трансильванию, в верховья реки Олт.
На третьей стадии культура приходит в упадок и исчезает.

## Поселения
Население культуры Монтеору жило как в открытых, так и в укреплённых поселениях (акрополях), расположенных зачастую в местах с естественным оборонным рельефом. В северо-восточной части Трансильвании, в ходе второго этапа, развился важный центр, связанный с металлургическим производством и горной добычей.

## Погребальный обряд
Погребения культуры Монтеору представлены трупоположениями в скорченном положении. На третьей стадии начинает появляться трупосожжение.

## Хозяйство
Скотоводство

## Инвентарь
Культуре Монтеору свойственна характерная керамика. Её формы разнообразны, в частности: многочисленные кубки, тарелки с двумя ушками, высоко выступающими над краями и украшенными шипами на верхней части ушка. Также имелось множество изделий из бронзы.

## Исчезновение
В период горизонта D бронзового века, то есть около 1300—1200 гг. до н. э., культура Монтеору постепенно вытесняется культурой Ноуа, хотя существует теория о том, что Монтеору приняла участие в формировании последней. В области верхнего Олта, в изолированной горной котловине, некоторые элементы Монтеору сохраняются вплоть до Гальштата A.